# Mantiel
Mantiel – gmina w Hiszpanii, w prowincji Guadalajara, w Kastylii-La Mancha, o powierzchni 15,34 km². W 2011 roku gmina liczyła 58 mieszkańców.